# Timmy Jernigan
Pour les articles homonymes, voir Jernigan.
(en) Statistiques sur pro-football-reference
Timmy Jernigan (né le 24 septembre 1992 à Lake City en Floride) est un joueur américain de football américain qui évolue en tant que defensive tackle dans la National Football League (NFL).

## Biographie

### Carrière universitaire
Il joue au niveau universitaire avec les Seminoles de Florida State, et y joue de 2011 à 2013. 

### Carrière professionnelle
Il renonce à jouer une quatrième et dernière saison universitaire en se déclarant éligible à la draft 2014 de la NFL, et est choisi par les Ravens de Baltimore au 48e rang.
Après trois saisons avec les Ravens, il est échangé en avril 2017 aux Eagles de Philadelphie avec le 99e choix de la draft annuelle contre un choix plus haut (le 74e rang). À sa première saison avec les Eagles, il remporte le Super Bowl LII contre les Patriots de la Nouvelle-Angleterre.
Il signe avec les Jaguars de Jacksonville en août 2020, mais ne joue que 3 parties avant d'être libéré par l'équipe le 28 septembre. Il signe deux jours après aux Broncos de Denver. Jouant très peu, il est libéré par les Broncos après deux parties le 20 octobre.